# Mycobacterium ulcerans
Mycobacterium ulcerans es una bacteria que pertenece al grupo de las micobacterias y causa una enfermedad humana llamada úlcera de Buruli. Es la tercera infección más común causada por una micobacteria. Las dos primeras corresponderían a Mycobacterium tuberculosis que origina la tuberculosis y M. leprae que causa la lepra. La úlcera de Buruli una de las enfermedades tropicales más emergentes y desatendidas actualmente.
La úlcera de Buruli es una enfermedad necrotizante de la piel (sobre dermis profunda y tejido subcutáneo), que afecta principalmente a los niños, produciendo úlceras masivas, que desfiguran y puede llegar a dejar lesiones incapacitantes de por vida.

## Modo de transmisión
El modo de transmisión sigue en estudio. Algunos pacientes dicen que las lesiones aparecen en sitios que han sufrido traumatismos. Hay investigaciones que indican que en África algunos insectos acuáticos del orden Hemiptera (Naucoridae y Belostomatidae) pueden albergar M. ulcerans en sus glándulas salivares y transmitir la enfermedad a animales de experimentación. Datos más recientes procedentes de Australia indican que los mosquitos de las marismas son positivos para el ADN de M. ulcerans, aunque todavía no se ha confirmado que transmitan el microorganismo. Se sigue investigando el papel exacto de los insectos y de otros factores en la transmisión de esta enfermedad al ser humano. Tampoco hay pruebas de que la enfermedad de transmita de persona a persona. El modo más posible de la transmisión es local, por un traumatismo pequeño, en la piel y que a menudo pasa inadvertida. Lo permite la inoculación de M.ulcerans.

## Características de la bacteria
M ulcerans crece muy lentamente en vivo, tiene una temperatura óptima de crecimiento de aproximadamente 32 °C, lo que explica su predilección por la piel y su restringida diseminación. Sin embargo, los huesos pueden ser infectados, debido a la difusión linfática o diseminación hematógena.
Cepas aisladas de infecciones en huesos humanos no crecen a 37 °C, por lo que la osteomielitis es una de las características enigmáticas de la úlcera de Buruli.
Por lo tanto podemos destacar 3 aspectos importantes de Mycobacterium ulcerans:
- Su baja temperatura óptima de crecimiento hace que la piel y tejido subcutáneo sea su territorio exclusivo.
- Su tasa de crecimiento lento que se traduce a que las lesiones progresen lentamente.
- La síntesis de la exotoxina mycolactona, que tiene una gran potencia citotoxica e inmunosupresora. Este es el único factor conocido de virulencia en la bacteria.